# Championnat de Colombie de football 1993
Navigation
Saison précédente Saison suivante
La saison 1993 du Championnat de Colombie de football est la quarante-sixième édition du championnat de première division professionnelle en Colombie. Les seize meilleures équipes du pays disputent le championnat qui se déroule en trois phases :
- le Tournoi Ouverture voit les équipes réparties en deux poules de huit équipes, qui s'affrontent deux fois, à domicile et à l'extérieur.
- lors du tournoi Clôture, les équipes sont regroupées au sein d'une poule unique où elles s'affrontent deux fois, à domicile et à l'extérieur.
- la phase finale comprend les huit meilleures équipes au classement cumulé des deux tournois. Elles sont réparties en deux poules de quatre et s'affrontent deux fois; les deux premiers se qualifient pour le Cuadrangular final. L'équipe terminant en tête est sacrée championne et se qualifie pour la prochaine édition de la Copa Libertadores en compagnie de son dauphin. Enfin, le dernier du classement cumulé des deux tournois saisonniers est relégué et remplacé par le champion de Segunda Division, la deuxième division colombienne.

C'est l'Atlético Junior qui remporte la compétition, après avoir terminé en tête du Cuadrangular, devant l'Independiente Medellin et l'Atlético Nacional. C'est le troisième titre de champion de l'histoire du club.

## Les clubs participants
| - Independiente Santa Fe - CD Los Millonarios - Deportes Tolima - Atlético Bucaramanga - Once Caldas - Independiente Medellin - Unión Magdalena - Atlético Huila - Promu de Segunda Division | - Atlético Nacional - Deportivo Pereira - América de Cali - Cucuta Deportivo - Deportes Quindio - Deportivo Cali - Atlético Junior - Envigado FC |

## Compétition
Le barème utilisé pour établir l'ensemble des classements est le suivant :
- Victoire : 2 points
- Match nul : 1 point
- Défaite : 0 point

### Tournoi Ouverture
- Les quatre meilleurs clubs obtiennent respectivement 1, 0.75, 0.5 et 0.25 point de bonus.

| Rang | Équipe                 | Pts | J  | G | N | P | Bp | Bc | Diff |
| ---- | ---------------------- | --- | -- | - | - | - | -- | -- | ---- |
| 1    | Once Caldas            | 17  | 14 | 6 | 5 | 3 | 26 | 16 | +10  |
| 2    | Atlético HuilaP        | 17  | 14 | 6 | 5 | 3 | 22 | 17 | +5   |
| 3    | CD Los Millonarios     | 16  | 14 | 7 | 2 | 5 | 18 | 19 | -1   |
| 4    | Deportivo Pereira      | 15  | 14 | 6 | 3 | 5 | 18 | 19 | -1   |
| 5    | Deportivo Cali         | 14  | 14 | 6 | 2 | 6 | 20 | 20 | 0    |
| 6    | América de CaliT       | 13  | 14 | 5 | 3 | 6 | 25 | 23 | +2   |
| 7    | Independiente Santa Fe | 11  | 14 | 4 | 3 | 7 | 21 | 25 | -4   |
| 8    | Deportes Tolima        | 9   | 14 | 2 | 5 | 7 | 12 | 23 | -11  |

| Rang | Équipe                 | Pts | J  | G | N | P  | Bp | Bc | Diff |
| ---- | ---------------------- | --- | -- | - | - | -- | -- | -- | ---- |
| 1    | Atlético Junior        | 21  | 14 | 9 | 3 | 2  | 26 | 12 | +14  |
| 2    | Atlético Nacional      | 16  | 14 | 7 | 2 | 5  | 23 | 18 | +5   |
| 3    | Atlético Bucaramanga   | 16  | 14 | 6 | 4 | 4  | 17 | 15 | +2   |
| 4    | Independiente Medellin | 15  | 14 | 5 | 5 | 4  | 18 | 18 | 0    |
| 5    | Envigado FC            | 13  | 14 | 4 | 5 | 5  | 18 | 17 | +1   |
| 6    | Unión Magdalena        | 12  | 14 | 5 | 2 | 7  | 16 | 27 | -11  |
| 7    | Deportes Quindio       | 11  | 14 | 4 | 3 | 7  | 21 | 20 | +1   |
| 8    | Cucuta Deportivo       | 3   | 14 | 1 | 1 | 12 | 11 | 25 | -14  |

### Tournoi Clôture
| Rang | Équipe                 | Pts | J  | G  | N  | P  | Bp | Bc | Diff |
| ---- | ---------------------- | --- | -- | -- | -- | -- | -- | -- | ---- |
| 1    | Independiente Medellin | 39  | 30 | 16 | 7  | 7  | 49 | 28 | +21  |
| 2    | Atlético Junior        | 35  | 30 | 14 | 7  | 9  | 57 | 47 | +10  |
| 3    | Deportivo Cali         | 35  | 30 | 10 | 15 | 5  | 41 | 33 | +8   |
| 4    | América de CaliT       | 33  | 30 | 10 | 13 | 7  | 42 | 32 | +10  |
| 5    | Once Caldas            | 32  | 30 | 11 | 10 | 9  | 39 | 39 | 0    |
| 6    | Envigado FC            | 32  | 30 | 10 | 12 | 8  | 31 | 30 | +1   |
| 7    | CD Los Millonarios     | 31  | 30 | 9  | 13 | 8  | 33 | 28 | +5   |
| 8    | Atlético Bucaramanga   | 31  | 30 | 10 | 11 | 9  | 37 | 35 | +2   |
| 9    | Atlético Nacional      | 29  | 30 | 10 | 9  | 11 | 38 | 44 | -6   |
| 10   | Deportivo Pereira      | 28  | 30 | 8  | 12 | 10 | 31 | 38 | -7   |
| 11   | Cucuta Deportivo       | 27  | 30 | 10 | 7  | 13 | 39 | 47 | -8   |
| 12   | Unión Magdalena        | 27  | 30 | 10 | 7  | 13 | 38 | 37 | +1   |
| 13   | Deportes Quindio       | 26  | 30 | 8  | 10 | 12 | 36 | 38 | -2   |
| 14   | Independiente Santa Fe | 26  | 30 | 7  | 12 | 11 | 43 | 45 | -2   |
| 15   | Atlético HuilaP        | 25  | 30 | 7  | 11 | 12 | 30 | 40 | -10  |
| 16   | Deportes Tolima        | 24  | 30 | 8  | 8  | 14 | 32 | 45 | -13  |

|  | Équipe obtenant un bonus |

- Les quatre premiers du classement obtiennent respectivement 1, 0.75, 0.5 et 0.25 point de bonus.

### Classement cumulé
Un classement cumulé des résultats obtenus lors des tournois Ouverture et Clôture permet de désigner les huit clubs qualifiés pour la phase finale mais aussi le club relégué en Deuxième Division.
| Rang | Équipe                 | Pts | J  | G  | N  | P  | Bp | Bc | Diff |
| ---- | ---------------------- | --- | -- | -- | -- | -- | -- | -- | ---- |
| 1    | Atlético Junior        | 56  | 44 | 23 | 10 | 11 | 83 | 59 | +24  |
| 2    | Independiente Medellín | 54  | 44 | 21 | 12 | 11 | 67 | 46 | +21  |
| 3    | Once Caldas            | 49  | 44 | 17 | 15 | 12 | 65 | 55 | +10  |
| 4    | Deportivo Cali         | 49  | 44 | 16 | 17 | 11 | 61 | 53 | +8   |
| 5    | Atlético Bucaramanga   | 47  | 44 | 16 | 15 | 13 | 54 | 50 | +4   |
| 6    | CD Los Millonarios     | 47  | 44 | 16 | 15 | 13 | 51 | 47 | +4   |
| 7    | América de CaliT       | 46  | 44 | 15 | 16 | 13 | 67 | 55 | +12  |
| 8    | Atlético Nacional      | 45  | 44 | 17 | 11 | 16 | 61 | 62 | -1   |
| 9    | Envigado FC            | 45  | 44 | 14 | 17 | 13 | 49 | 47 | +2   |
| 10   | Deportivo Pereira      | 43  | 44 | 14 | 15 | 15 | 19 | 57 | -38  |
| 11   | Atlético HuilaP        | 42  | 44 | 13 | 16 | 15 | 52 | 57 | -5   |
| 12   | Unión Magdalena        | 39  | 44 | 15 | 9  | 20 | 54 | 64 | -10  |
| 13   | Deportes Quindío       | 37  | 44 | 12 | 13 | 19 | 57 | 58 | -1   |
| 14   | Independiente Santa Fe | 37  | 44 | 11 | 15 | 18 | 64 | 70 | -6   |
| 15   | Cúcuta Deportivo       | 35  | 44 | 12 | 11 | 18 | 50 | 72 | -22  |
| 16   | Deportes Tolima        | 33  | 44 | 10 | 13 | 21 | 44 | 68 | -24  |

|  | Qualification pour la phase finale |
|  | Relégation en Segunda Division     |

### Phase finale

#### Cuadrangulares semifinales
| Rang | Équipe             | Pts  | J | G | N | P | Bp | Bc | Diff |
| ---- | ------------------ | ---- | - | - | - | - | -- | -- | ---- |
| 1    | Atlético Nacional  | 8.50 | 6 | 3 | 2 | 1 | 11 | 7  | +4   |
| 2    | Atlético Junior    | 7.50 | 6 | 3 | 1 | 2 | 9  | 9  | 0    |
| 3    | CD Los Millonarios | 5    | 6 | 2 | 1 | 3 | 9  | 8  | +1   |
| 4    | Once Caldas        | 5    | 6 | 1 | 2 | 3 | 4  | 9  | -5   |

| Rang | Équipe                 | Pts   | J | G | N | P | Bp | Bc | Diff |
| ---- | ---------------------- | ----- | - | - | - | - | -- | -- | ---- |
| 1    | América de Cali        | 10.25 | 6 | 4 | 2 | 0 | 14 | 3  | +11  |
| 2    | Independiente Medellin | 8     | 6 | 2 | 3 | 1 | 13 | 10 | +3   |
| 3    | Atlético Bucaramanga   | 4     | 6 | 2 | 0 | 4 | 8  | 15 | -7   |
| 4    | Deportivo Cali         | 3.50  | 6 | 1 | 1 | 4 | 9  | 14 | -5   |

#### Cuadrangular final
| Rang | Équipe                 | Pts | J | G | N | P | Bp | Bc | Diff |
| ---- | ---------------------- | --- | - | - | - | - | -- | -- | ---- |
| 1    | Atlético Junior        | 7   | 6 | 3 | 1 | 2 | 14 | 11 | +3   |
| 2    | Independiente Medellin | 7   | 6 | 3 | 1 | 2 | 10 | 12 | -2   |
| 3    | Atlético Nacional      | 5   | 6 | 2 | 1 | 3 | 12 | 10 | +2   |
| 4    | América de Cali        | 5   | 6 | 2 | 1 | 3 | 9  | 12 | -3   |

|  | Qualification pour la Copa Libertadores 1994 |

## Bilan de la saison
| Championnat de Colombie de football 1993 |                            |
| Champion                                 | Atlético Junior (3e titre) |
| Qualifications continentales             |                            |
| Copa Libertadores 1994                   | Atlético Junior            |
| Copa Libertadores 1994                   | Independiente Medellin     |
| Copa CONMEBOL 1994                       | Aucun                      |
| Promotions et relégations                |                            |
| Promus en Copa Mustang                   | Deportivo Tuluá            |
| Relégués en Copa Concasa                 | Deportes Tolima            |